# Ciclo dello zolfo

Zolfo nella tavola periodica

Il ciclo dello zolfo è il ciclo biogeochimico riguardante le varie forme in cui lo zolfo è presente nell'ambiente.
Lo zolfo  partecipa alla costituzione di aminoacidi come cisteina e metionina e a quella di altre molecole di grande importanza metabolica: biotina, coenzima A, ferredossina, tiamina pirofosfato ecc. raggruppate sotto il nome generico di tiocomposti (o tiomolecole). Lo zolfo presente nell'ambiente può derivare da eruzioni vulcaniche, soprattutto sotto forma di H2S, e, nella stessa forma che viene poi disciolta negli oceani, da emissioni che avvengono in profondità nei cosiddetti camini idrotermali, da attività industriali o da incendi che liberano in atmosfera ossidi di zolfo (SO2). Questi, grazie ad un processo di ossidazione fotochimica, vengono ulteriormente ossidati a SO3 che, a sua volta, si scioglie nell'acqua piovana formando acido solforico (H2SO4) che dissociandosi libera ioni solfato (SO4--). Altre sorgenti di zolfo sono minerali come: il gesso (CaSO4*2H2O) e la pirite (FeS2). Quest'ultima, in particolare, può essere demolita da un batterio aerobio e tollerante per condizioni acide del terreno (pH ottimale da 3 a 4, ma può arrivare anche a 0.6) il Thiobacillus thiooxidans:
2FeS2 + 2 H2O + O2 → 2Fe(OH)2 + 2S2
S2 + 2H2O + 3O2 → 2H2SO4 → 4H+ + 2SO4--
(entrambe le reazioni liberano energia)
Lo ione solfato (SO4--) è la forma in cui lo zolfo viene assorbito dalla maggioranza delle piante verdi e dei batteri, che poi lo riducono da valenza 6 a valenza 2 e lo "attivano" per sintetizzare aminoacidi solforati ed altre molecole. Organismi incapaci di ridurre lo zolfo, che quindi non potrebbero produrre queste molecole essenziali, lo assorbono già ridotto sotto forma di cisteina o acido solfidrico (H2S), che però è tossico per la maggior parte dei viventi. Lo zolfo, una volta organicato, torna al suolo attraverso le demolizioni metaboliche o la morte degli organismi; a questo punto i tiocomposti vengono degradati da vari microrganismi sia aerobi sia anaerobi fino a SO4--, nel primo caso, o a H2S, nel secondo caso.

## Demolizione aerobica di tiocomposti
I composti organici contenenti zolfo vengono degradati a SO4-- attraverso vari passaggi:
cisteina → acido cisteico → acido solfinico → acido solfonico → ione solfito (SO3--) → ione solfato (SO4--)
La trasformazione da acido solfonico a ione solfito comprende una desolfonazione.

## Demolizione anaerobica delle tiomolecole
La demolizione anaerobica di molecole organiche contenenti zolfo viene compiuta da batteri appartenenti ai generi Clostridium, Proteus o Salmonella. Una molecola come la cisteina viene degradata, in presenza di acqua e grazie ad un enzima chiamato cisteina desulfonasi, ad acido solfidrico (H2S), ammoniaca (NH3) e acido piruvico. Allo stesso modo la degradazione della metionina produce metil mercaptano (CH3SH).

## Ossidazione dell'acido solfidrico
Poiché l'acido solfidrico è tossico per la maggior parte dei viventi, in seguito alla degradazione anaerobica dei tiocomposti devono intervenire alcuni microrganismi che lo ossidano a molecola biatomica (S2) oppure a ioni solfato (SO4--). Questi microrganismi sono diffusi sia nel suolo sia nelle acque e comprendono specie come lo Spirillum volutans, altre appartenenti al genere Thiotrix oppure alla famiglia delle Thiorhodaceae. I batteri di questa famiglia possiedono o un pigmento verde chiamato bacterioviridina, tipico delle specie del genere Beggiatoa, oppure un pigmento rosso che prende il nome di bacteriopurina. Questi pigmenti permettono la demolizione di acido solfidrico in condizioni anaerobiche mediante un processo chemiosintetico simile alla fotosintesi:
2H2S + CO2 → (CH2O) + H2O + S2
Questa reazione permette la sintesi di zuccheri, ma richiede l'apporto di energia, fornita dallo stato di eccitazione dei pigmenti. A questo punto la molecola di zolfo (S2) può essere escreta e va persa in atmosfera oppure può essere ossidata a ione solfato (SO4--) dalle stesse Thiorodacee:
S2 + 3O2 + 2H2O → 2SO4-- + 4H+
Questa reazione libera energia e solitamente viene compiuta dalle specie fornite di pigmento rosso, mentre quelle con pigmento verde liberano S2 in atmosfera. In presenza di nitrati e carbonato di calcio l'ossidazione della molecola di zolfo (S2) può avvenire anche in assenza di ossigeno per opera del batterio Thiobacillus denitrificans che ricava energia metabolica da questa reazione:
6NO3- + 5S + 2CaCO3 → 3SO4-- + 2 CaSO4 + 2CO2 + 3N2
Invece in condizioni aerobiche altri microorganismi possono ossidare direttamente l'acido solfidrico a ione solfato o a zolfo molecolare.

## Riduzione degli ioni solfato
Infine nel ciclo dello zolfo, in condizioni anaerobiche, possono intervenire altre specie di batteri come il Desulfovibrio desulfuricans o il Vibrio desulfuricans che, con una respirazione anaerobica, riducono gli ioni solfato o l'acido solforico prodotto da Thiobacillus thiooxidans, ad H2S ricavandone energia.